# Provinz Touggourt
Touggourt (arabisch ولاية تقرت, DMG Wilāyat Tuqurt) ist eine Provinz (wilaya) im östlichen Algerien. Provinzhauptstadt ist Touggourt.
Die im Dezember 2019 neu geschaffene Provinz war zuvor Teil der Provinz Ouargla. Sie liegt in der Sahara und grenzt an drei Provinzen: El M’Ghair im Norden, El Oued im Osten und Ouargla im Süden und Westen.
Mit 247.221 Einwohnern (Stand 2008) auf 17.428 km² ist sie relativ dünn besiedelt, die Bevölkerungsdichte beträgt rund 14 Einwohner pro Quadratkilometer.

## Kommunen
In der Provinz liegen folgende Kommunen als Selbstverwaltungskörperschaften der örtlichen Gemeinschaft:
- Benaceur
- Blidet Amor
- El Allia
- El Hadjira
- Megarine
- M'Naguer
- Nezla
- Sidi Slimane
- Taibet
- Temacine
- Tebesbest
- Touggourt
- Zaouia El Abidia

## Nachweise
1. ↑  Journal Officiel de la Republique Algerienne Democratique et  Populaire - Conventions et Accords Internationaux - Lois et Decrets Arretes, Decisions, Avis, Communications et Annonces (Traduction Française) Nr. 78 des 58. Jahrganges vom 18. Dezember 2019 (PDF); abgerufen am 2. Mai 2020
2. ↑  Algeria Press Service vom 27. November 2019: Ten administrative districts promoted into provinces with full prerogatives; abgerufen am 2. Mai 2020
3. ↑  Badreddine Yousfi: Les territoires sahariens en Algérie. Gouvernance, acteurs et recomposition territoriale, abgerufen am 14. August 2020